# Biharia (okręg Alba)
Biharia – wieś w Rumunii, w okręgu Alba, w gminie Gârda de Sus. W 2011 roku liczyła 87 mieszkańców.